# Paul Adam

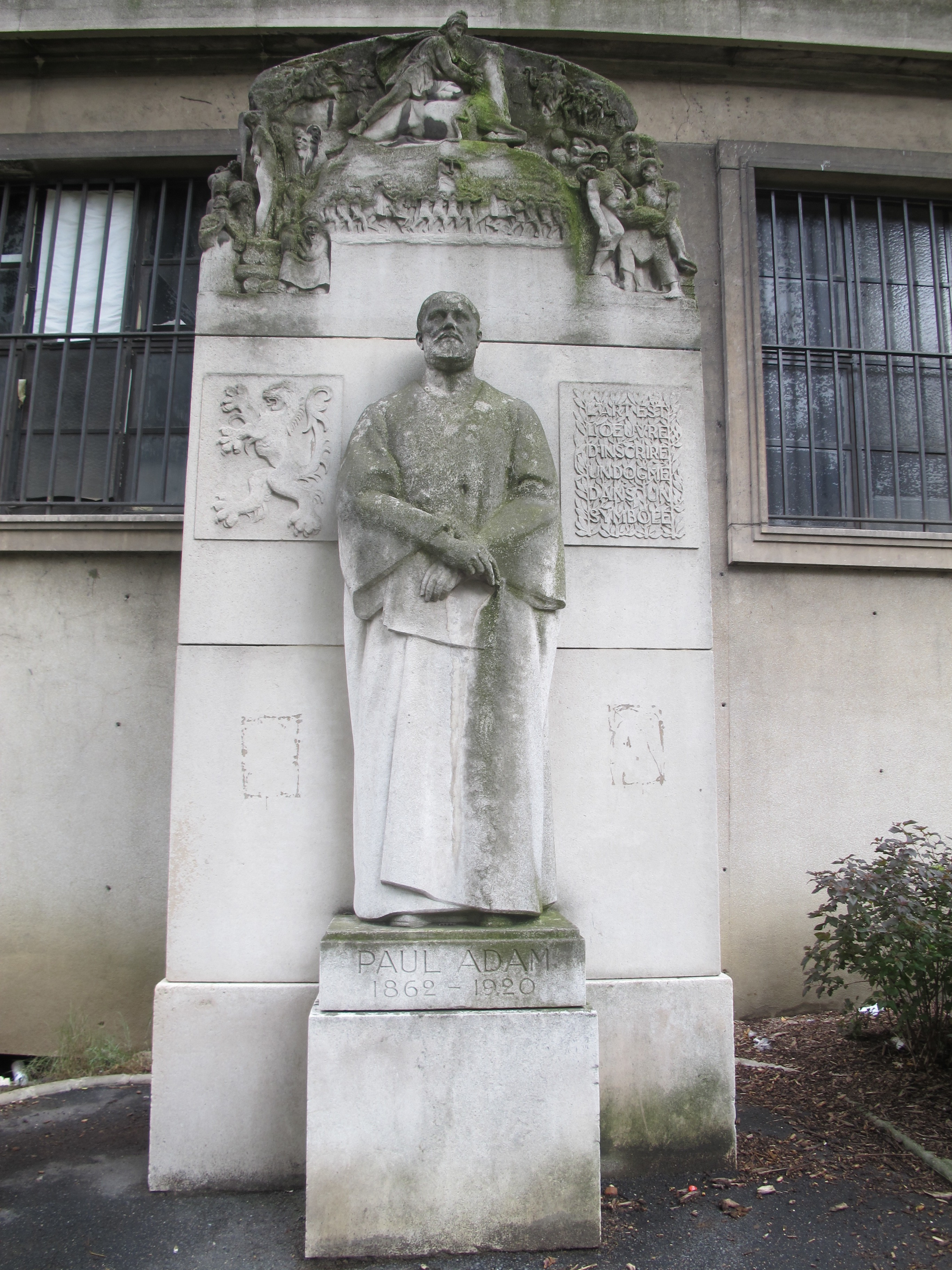
Pomnik pisarza w Paryżu

Paul Auguste Marie Adam fr: pɔl adɑ̃ (ur. 7 grudnia 1862, zm. 1 stycznia 1920) – francuski pisarz, dziennikarz i eseista.
Jego wczesne utwory są przykładami naturalizmu oraz symbolizmu. Zyskał renomę dzięki swoim powieściom historycznym oraz socjologicznym.
Stworzył serię powieści historycznych osadzonych w realiach wojen napoleońskich.
Pisał również pod pseudonimami P. Darras oraz Jacques Plowert.

## Publikacje
- Chair molle (1885)
- Soi, (1886)
- Les Demoiselles Goubert (1886)
- Le Thé chez Miranda (1886)
- La glèbe (1887)
- Les Volontés merveilleuses: Être (1888)
- Les Volontés merveilleuses: L’essence de soleil (1890)
- Les Volontés merveilleuses: en décor (1890)
- L’Époque: Le Vice filial (1891)
- L’Époque: Robes rouges (1891) – wyd. pol. Czerwone togi (w dwóch częściach, jako bezpłatny dodatek dla prenumeratów „Kurjera Wileńskiego”), 1911[5][6]
- L’Époque: Les Cœurs utiles (1892)
- L’automne: drame en trois actes (1893)
- Le Conte futur (1893)
- Critique des mœurs (1893)
- Les Images sentimentales (1893)
- Princesses byzantines Paryż (1893)
- La Parade amoureuse (1894)
- Le Mystère des foules (1895)
- Les cœurs nouveaux (1896)
- La Force du mal (1896)
- Tetralogia Le Temps et la Vie (tetralogia historyczna ukazująca pierwsze 30-lecie XIX w., inspirowana dziejami rodziny pisarza)
  - La Force (1899) – wyd. pol. Siła, przekł. Janina Kraków, 1900[7]
  - L’Enfant d’Austerlitz (1901) – wyd. pol. Syn wojaka z pod Austerlitz, przekł. Waleria Morżkowska, 1902[8]
  - La Ruse, 1827-1828 (1903)
  - Au soleil de juillet 1829-1830 (1903)
- Basile et Sophia (1901) – wyd. pol. Bazyli i Zofia: romans z dziejów Byzancyum, 1901[9]
- Le Serpent noir (1905) – wyd. pol. Czarny wąż (w trzech częściach, jako część serii Biblioteka Dzieł Wyborowych), 1910[10][11][12]
- La Morale des Sports, (1907)
- Le Malaise du monde latin (1910)
- Le Trust (1910)
- Le Lion d’Arras (1919)